# Фавр, Пьер Эмиль Лазар
Пьер Эми́ль Лаза́р Фавр, также Пётр Фавр (фр. Pierre Favre, 13 апреля 1506, Сен-Жан-де-Сикс — 1 августа 1546, Париж или Рим) — деятель католической контрреформации, один из основателей ордена иезуитов, канонизирован Католической церковью.

## Биография
Пьер Фавр родился в деревне Вилларет (Савойское герцогство, ныне Франция) в 1506 году. В 1525 году уехал в Париж, где учился в Сорбонне. Во время обучения познакомился и подружился с Игнатием Лойолой и Франциском Ксаверием. 30 мая 1534 года Фавр был рукоположен в священники.
15 августа 1534 года Игнатий Лойола и шесть его товарищей, включая Фавра, принесли на Монмартре торжественные монашеские обеты, присоединив к ним обет послушания папе римскому. Фактически эти обеты положили начало ордену иезуитов. Пётр Фавр был единственным священником в этой группе, таким образом он стал первым священником ордена иезуитов, именно он служил мессу в монмартрской церкви Сен-Дени, на которой были принесены обеты основателей Общества Иисуса.
После обетов Фавр вместе со всеми членами первой общины посетили Рим, где папа Павел III поддержал Игнатия Лойолу и его товарищей. Пётр Фавр много путешествовал по Европе, проповедовал и проводил духовные упражнения. Был преподавателем богословия в Риме и Парме. В 1541 году присутствовал на рейхстаге в Регенсбурге и способствовал распространению ордена в Германии; в 1544 году отправился в Испанию и открыл отделения ордена в Вальядолиде и Коимбре.
Интенсивные труды негативно сказались на его здоровье. Последнее поручение папы, который назначил его богословом-консультантом Тридентского собора, он выполнял уже будучи тяжело больным. 1 августа 1546 года Пётр Фавр скончался в возрасте сорока лет. Похоронен в главной церкви иезуитов Иль-Джезу.
Духовное наследие святого Петра Фавра сосредоточено в его дневнике под названием «Мемориал», который он писал на протяжении всей жизни.

## Прославление
Беатифицирован 5 сентября 1872 года папой Пием IX. Канонизирован 17 декабря 2013 года папой Франциском, первым в истории папой-иезуитом. До этой даты Пьер Фавр почитался местночтимым святым Общества Иисуса и епархии Анси, папа Франциск распространил его почитание на всю Католическую церковь.